# トヨタ・クラシック
トヨタ・クラシックとはトヨタ自動車が1996年から1997年まで限定受注生産したクラシックカー風（パイクカー）の乗用車である。

## スタイル・機構
トヨタの市販車生産60周年記念車として、トヨタテクノクラフト（現・トヨタカスタマイジング&ディベロップメント）の手によりトヨダ・AA型乗用車をモチーフにしたクラシックモデルとして100台が製作された。ボディカラーは黒と濃赤の2トーンカラーが基本だが、その中でもブラック塗装は5台のみと、希少価値が極めて高い。
生産工程の多くが手作業のため、価格は800万円という非常に高価なモデルとなっている。
ベースとなったのはピックアップトラックの5代目ハイラックスのダブルキャブ仕様車。車体の前後や屋根を中心にカーボンファイバーで製作されており、元車種の判別が難しいほどに手を加えセダン型の外観に仕立てられている。各ピラーとドアパネルなど、キャビン周りは辛うじてハイラックスピックアップの面影を残しており、AA型と比べてフロントウインドシールドが大きく寝ており、ドアウインドウも大きい。車台型式は「YN86 改」となる。
パワートレインはハイラックスのラインナップにある3Y-E型 2.0L 直列4気筒 OHVガソリンエンジンと、フロア4速ATの組み合わせとなっているが、乗用車の排出ガス規制に適合している。パーキングブレーキは、ハイラックス同様ステッキタイプである。
ハイラックスのダブルキャブ仕様車が選定されたのは、寸法がオリジナルのAA型に近いことからである。トヨタはこの10年前、AA型の復元プロジェクトを完了したが、その間にまったく異なる目標が計画された。現行車両からAA型をモチーフとしたロードカーを作り、最新の安全性と快適性の基準を満たすことである。ステアリングホイールがナルディのクラシックタイプであるため、運転席エアバッグはないものの、質感と安全性はともに高い水準となっている。
5台が埼玉県秩父郡長瀞町の小さなホテルセラヴィ、長崎県佐世保市のハウステンボス、山口県下関市の関門の宿 源平荘、佐賀県武雄市の大正浪漫の宿 京都屋、兵庫県神戸市のフレンチレストラン　北野クラブ(希少な黒)で送迎用として活躍している。
旧トヨタテクノクラフトでは、この2年後、改造部位を減らして外観をピックアップのままとし、価格の低廉化を図った「TCピックアップ」も発売した。これは主にフロント周りのみの改装で、より原形のハイラックスピックアップに近い。特に生産台数は限定されていない受注生産車だったが希少価値は高い。